# Helmut J. Psotta
Helmut Julius Psotta (* 9. November 1937 in Bottrop; † 29. Dezember 2012 in Wesel) war ein deutscher Maler, Zeichner, Fotograf, Performance- und Aktionskünstler und Kunstpädagoge.

## Leben
Helmut J. Psotta stammte aus einer aus Oberschlesien in das Ruhrgebiet eingewanderten Familie von vornehmlich Viehhändlern, Fleischern, Bergarbeitern und Kleingewerbetreibenden. Von Kindheit an musizierte, malte und dichtete er. Nach dem Abschluss der Realschule 1955 absolvierte er eine Lehre zum Glasmaler bei der Glasmalerei Peters (Bottrop und Paderborn) und besuchte parallel Abendkurse an der Folkwangschule in Essen unter anderem bei Jo Pieper (1893–1971)  und Josef Urbach (1889–1973).
Nach Abschluss der Lehre begann er 1957/58 ein reguläres Studium der Angewandten Malerei an der Folkwangschule bei Max Burchartz. Zum Studium der Metallgestaltung (Email) wechselte er 1959/60 an die Düsseldorfer Peter-Behrens-Werkkunstschule in die Klasse der Emailkünstlerin Lili Schultz (1895–1970). 1961 gewann er mit seinen Glasfensterentwürfen für die Kirche des Colegio del Verbo Divino in Santiago de Chile einen internationalen Wettbewerb und übernahm Anfang 1963 die Leitung des Lehrstuhls für Sakralkunst an der Architekturfakultät der Katholischen Universität in Santiago de Chile. 1967 kehrte er zurück nach Europa und lehrte bis Anfang der 1980er Jahre vor allem in den Niederlanden. 1982 ging er nach Lima/Perú und gründete die Künstlergruppe Grupo Chaclacayo. 1984 zeigte das Kunstmuseum (Museo de Arte) Lima eine erste Ausstellung der Gruppe, anschließend wurde die Arbeit ab 1989 in der Bundesrepublik und der DDR gezeigt. Die Grupo Chaclacayo löste sich 1995 auf. 1998 zog Psotta nach Berlin und wandte sich der Fotografie zu. Von 2007 bis zu seinem Lebensende widmete er sich wieder ausschließlich seinem zeichnerischen Werk.